# Titularbistum Magnesia ad Maeandrum
Magnesia ad Maeandrum (ital.: Magnesia al Meandro) ist ein Titularbistum der römisch-katholischen Kirche.
Es geht zurück auf einen untergegangenen Bischofssitz in der antiken Stadt Magnesia am Mäander, die in der römischen Provinz Asia (heute westliche Türkei) lag. Der Bischofssitz war der Kirchenprovinz Ephesos zugeordnet.
| Titularbischöfe von Magnesia ad Maeandrum |                                |                                                 |                    |                   |
| Nr.                                       | Name                           | Amt                                             | von                | bis               |
| 1                                         | Marie-Joseph-Aloys Munsch CSSp | Apostolischer Vikar von Kilima-Njaro (Tansania) | 13. September 1910 | 28. Dezember 1942 |
| 2                                         | John of the Cross Anyogu       | Weihbischof in Onitsha (Nigeria)                | 15. Februar 1957   | 12. November 1962 |